# Mtwa Mkwawa

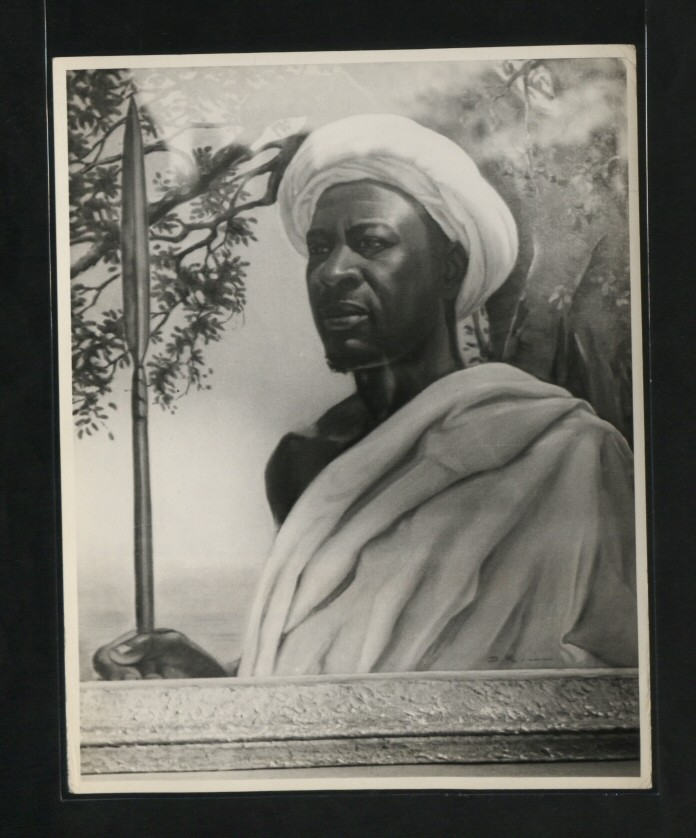
Retrato de Mkwawa

Mkwavinyika Munyigumba Mwamuyinga (1855–19 de julio de 1898 fue un caudillo hehe, que lideró la resistencia local frente a la colonización alemana en el África Oriental Alemana, territorio que se corresponde en líneas generales con lo que hoy en día es Tanzania). Su nombre, "Mkwawa", deriva de Mukwava, forma abreviada de Mukwavinyika, que significa "conquistador de numerosas tierras".

## Vida

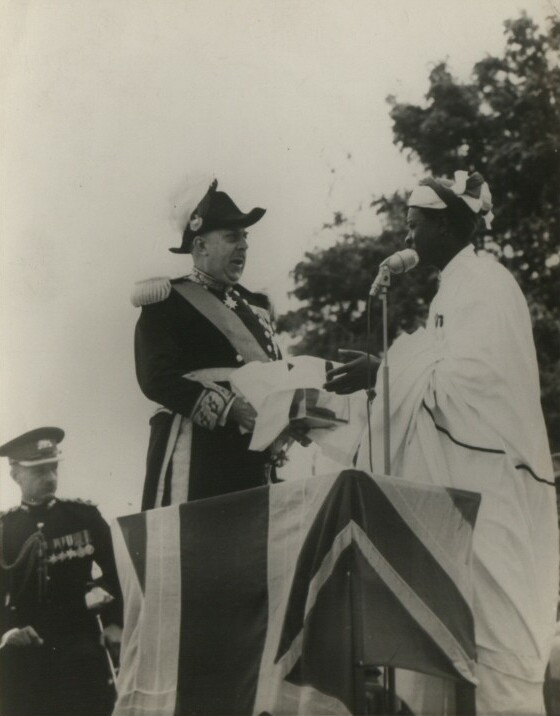
Edward Twining devolviendo la calavera de Mkwawa

Mkwawa nació en 1855 en Luhota y era el hijo de Munyigumba, caudillo de los hehe, que moriría en 1879.
En julio de 1891, el comisionado alemán, Emil von Zelewski, condujo un batallón de soldados (320 askaris junto con oficiales y porteadores) reprimir a los hehe. El 17 de agosto, fue atacado en Lugalo por un ejército de 3,000 hombres liderados por Mkwawa, el cual, a pesar de disponer solamente de lanzas y unas pocas armas, rápidamente se impuso sobre los alemanes y mató a Zelewski.
El 28 de octubre de 1894, los alemanes, bajo la autoridad de un nuevo comisionado, el coronel Freiherr von Schele, atacaraon la fortaleza de Mkwawa en Kalenga, de Iringa. Aunque tomaron el fortín, Mkwawa logró escapar. Posteriormente, Mkwawa siguió una estrategia de guerra de guerrillas, acosando a los alemanes hasta el 18 de julio de 1898, fecha en la que, viéndose rodeado y sin posibilidades de escapar, decidió suicidarse.

## Profanación de su cráneo

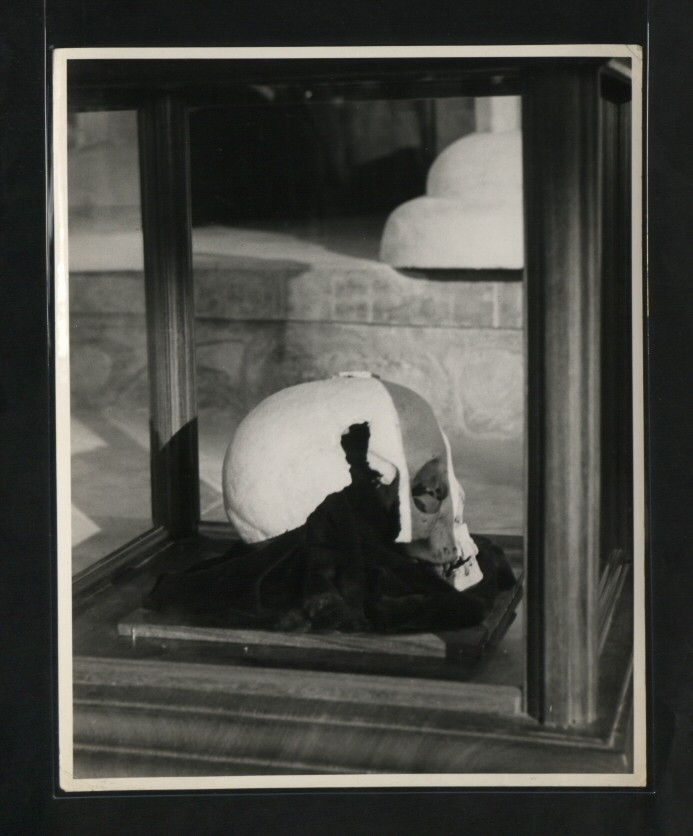

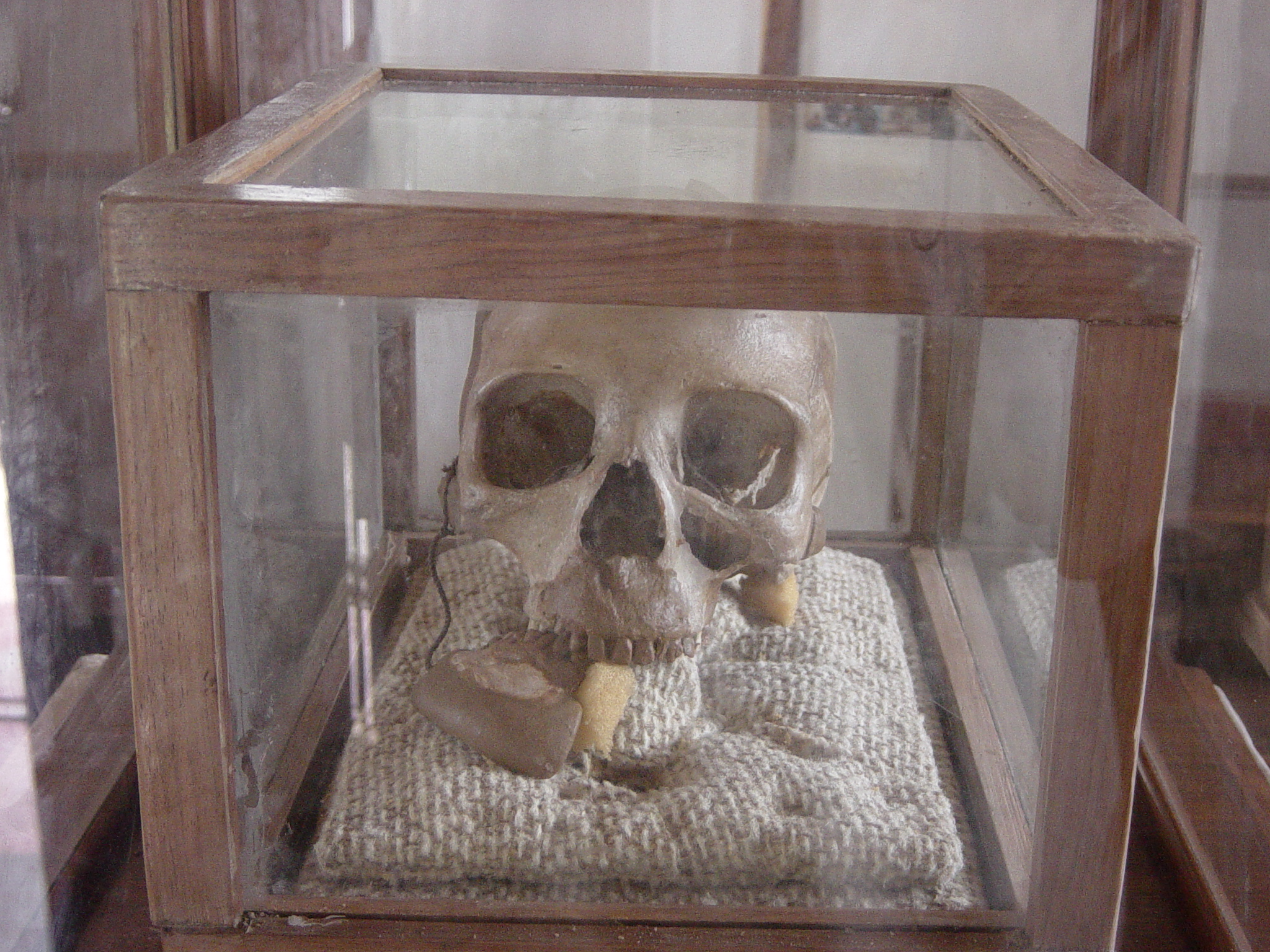
La calavera de Mkwawa, expuesta en el Museo en memoria de Mkwawa

Tras hacerse con el cadáver de Mkwawa, los soldados alemanes lo decapitaron y enviaron su calavera a Berlín, aunque probablemente acabó en el Übersee-Museum Bremen. En 1918 el entonces administrador británico del África Oriental Alemana, H.A. Byatt, propuso a su gobierno demandar el retorno del cráneo a Tanganica, para premiar a los hehe por haber colaborado con los británicos durante la Primera Guerra Mundial y para tener un símbolo que asegurase a la población local el final definitivo del poder alemán. El regreso del cráneo quedó estipulado por el Tratado de Versalles de 1919:
ARTÍCULO 246. En los seis meses siguientes a la entrada en vigor del presente Tratado, ... Alemania devolverá al Gobierno de Su Real Majestad Británica la calavera del Sultán Mkwawa, que fue sacada del África Oriental Alemana y llevada a Alemania.
Loa alemanes, sin embargo, negaron que el mencionado cráneo procediese del África oriental, y el gobierno británico adoptó la postura de que no podían rastrearse los orígenes de dicha calavera.
Tras la Segunda Guerra Mundial, el Gobernador de Tanganica, Sir Edward Twining, volvió a reclamar el cráneo. Después de una serie de indagaciones, se dirigió al Museo de Bremen, que visitó en 1953. El Museo tenía una colección de 2000 calaveras, 84 de las cuales procedían de la antigua África Oriental Alemana. A partir de ahí, se seleccionaron aquellos que tenían medidas similares a las de los parienets de Mkwawa que todavía vivían, y por último se tomó el único que tenía un agujero de bala.
La calavera fue devuelta finalmente el 9 de julio de 1954 y se expone en la actualidad en el museo construido en Kalenga para honrar a Mkwawa, muy cerca de la ciudad de Iringa.